# George Bacovia
 (juillet 2015).
 (septembre 2015).

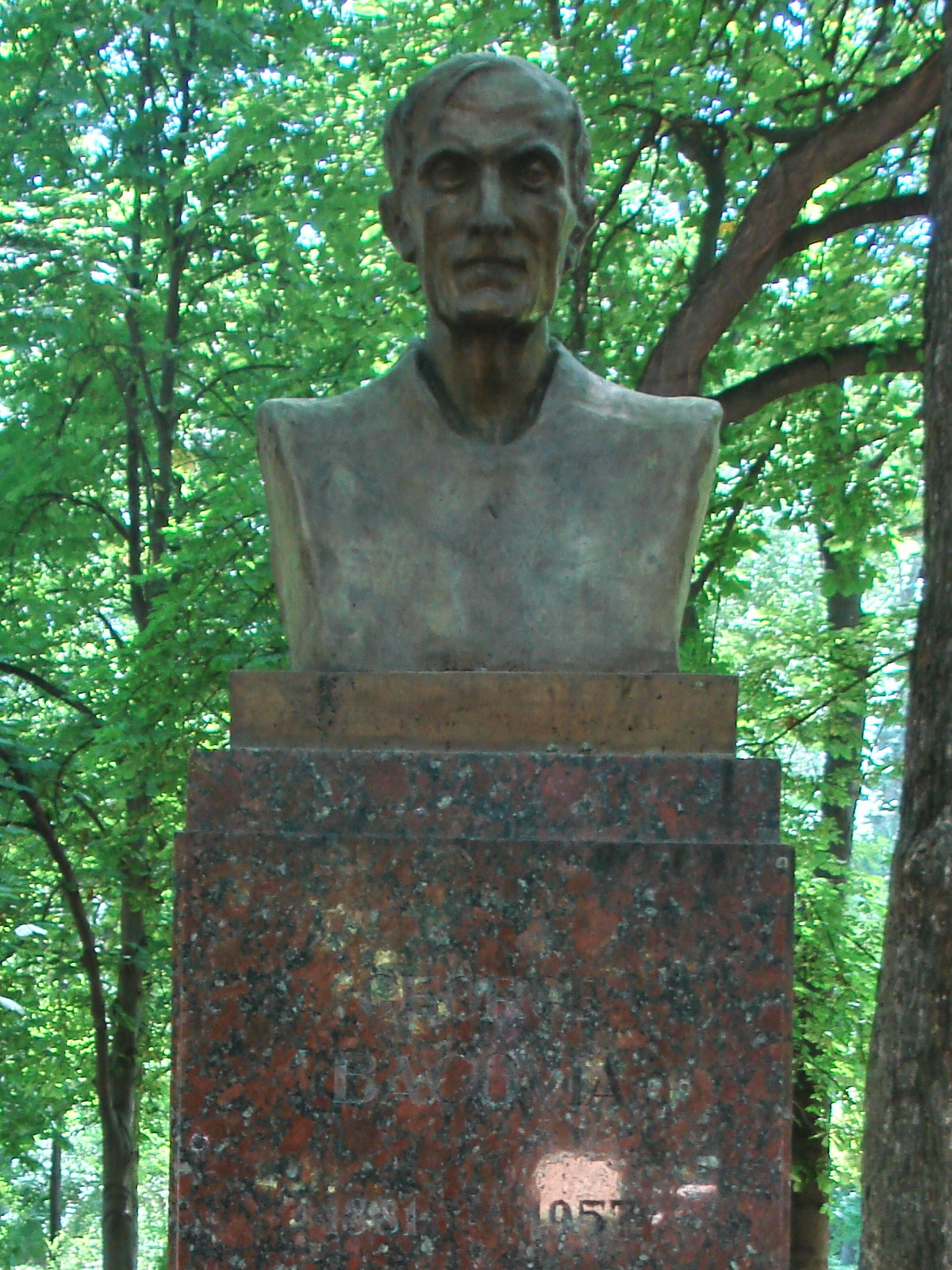
Buste de George Bacovia à Chișinău.

George Bacovia (nom de plume de George Andone Vasiliu ; 4 septembre 1881 (16 septembre dans le calendrier grégorien), Bacău — 22 mai 1957, Bucarest) est un poète roumain. Représentant du courant symbolisme roumain, il est considéré comme le précurseur du modernisme roumain. Ses œuvres sont bien accueillies par diverses critiques littéraires tels que Tudor Arghezi, Lucian Blaga et Ion Barbu.

## Biographie

### Les premières années
Andone George Vasiliu est le fils de Dimitrie Vasiliu, commerçant et de Zoe Vasiliu. Dès l'âge de six ans, il commence à apprendre l'allemand. Entre 1889-1890 il suit sa première année scolaire. En 1891, il s'inscrit à l'école primaire Domnească de Bacău. Trois ans plus tard il obtient son diplôme primaire et s'inscrit au Collège Ferdinand de la même ville. À l'automne, il reste enfermé pendant toute une nuit, par l'inadvertance du sacristain, dans la tour de l'église Precista. Cette mésaventure lui inspirera le poème Amurg violet [Crépuscule violet], écrit en 1899. Les années difficiles de lycée et leur atmosphère plutôt froide lui inspirent un autre poème célèbre, Liceu [Lycée]. En 1898, il mit en musique quelques-uns de ses poèmes et ainsi que d'autres signés Ştefan Petre et Mihai Eminescu. Il se montre doué pour le dessin, pour le violon et autres instruments de l'orchestre scolaire qu'il dirige d'ailleurs. En 1899, il est le lauréat d'une compétition nationale pour la jeunesse roumaine dans la catégorie "dessins artistiques de la nature." Dans le numéro du 30 mars 1899 de Literatorul [Le littérateur] paraît sa poésie Și toate [Et tout], écrite un an plus tôt et signée George V.

### Années d'études
En 1900, il s'inscrit à l'école militaire de Iași d'où il se retire dès le second semestre, la discipline ne lui convenant pas. Il écrit la poésie Plumb (Plomb) dont la version définitive ne sera arrêtée qu'en 1902.
En 1901, il s'inscrit au Lycée Ferdinand de Bacău dont il obtient le diplôme de fin d'études en 1903. Il a écrit le poème Liceu [Lycée] en réponse à un questionnaire envoyé aux diplômés par le ministère de l'éducation en vue de contribuer à la réforme de initiée par Spiru Haret. 
George s'inscrit ensuite à la faculté de Droit de Bucarest. Son poème Plomb est lu lors d'une séance tenue par le salon littéraire d'Alexandru Macedonski et produit une forte impression. Il en va de  même à l'automne 1904, avec Nervi de toamnă [Nerfs d'automne]. Le poète entame une collaboration avec la revue Arta de la Iași [Les arts de Iași] et arrête les cours de la Faculté de Droit, mais s'installe néanmoins, en 1905, à Bucarest, avec son frère Eugène. Un an plus tard il retourne à Bacău. 
En 1907, il refait sa première année de droit, à Iași. Il collabore au magazine de I.M. Rașcu, Versuri [Vers]. Il partage sa vie entre Iași et Bacău. En 1911, il obtient son diplôme de droit et entre au barreau de Bacău où il s’acquitte d'une cotisation pour une durée de dix ans sans jamais exercer. Il collabore à la revue Românul Literar [Le Roumain littéraire] de Caion pendant l'année 1912, puis à Flacăra [La Flamme]. Il devient professeur remplaçant dans des écoles élémentaires de Bacău et aux alentours. Il travaille également comme greffier à la  préfecture de Bacău où il deviendra aide-comptable, mais en 1913, souffrant d'une dépression, il démissionne.

### Après la guerre
En 1945 il est nommé bibliothécaire. La publication, en 1946, du recueil Stanțe burgheze [Stances bourgeoises] lui attire des critiques de la part des autorités communistes. 
Il décède le 22 mai 1957 à son domicile bucarestois. Il repose au Cimetière Bellu.

## Œuvre littéraire
Qualifié de poète symboliste par Andreia Roman, le poète est aussi celui qui « transfère sur les objets ou les décors ses états d'âme et cultive ce "paysage d'âme" qui dissimule l'expression directe du moi, pour mieux en révéler les profondeurs insondables ». Nicolae Manolescu, lui-aussi considère qu'il s'agit d'un poète symboliste et note au passage que « Les Névroses de Maurice Rollinat était son livre de chevet comme il avouera lui-même ». Le même cite Eugen Lovinescu pour qui la poésie de Bacovia est « l'expression de l'état d'âme le plus élémentaire, une poésie de la cinestésie immobile qui ne s'intellectualise pas ». Andreia Roman rappelle que Ovid S. Crohmălniceanu lui « découvre des affinités frappantes avec l'expressionnisme ».

## Citations
Pour le motif du plomb :
Les lourds cercueils dormaient de leur sommeil de plomb,
Les fleurs de plomb aussi, les habits funéraires
Dans le caveau le vent sifflait… et solitaire
J’entendais grincer là les couronnes de plomb.
Pour toujours mon amour dormait… Amour de plomb
Couvert de fleurs de plomb. Alors, dans les ténèbres,
Seul près du corps j’ai crié son nom…froid funèbre…
Et ses ailes pendaient, ailes mortes, de plomb.
Plomb, dans la traduction de Aurel George Boesteanu)
À noter une référence explicite de la part du poète à un autre poète roumain Traian Demetrescu (1866-1896) également connu sous le pseudonyme de Tradem, dans le poème Crépuscule dont voici la dernière strophe selon deux traducteurs différents :
Plongeant dans le vaste caveau
À l'horizon d'argent...
Ma bien-aimée...ah, « Les Corbeaux »
Du poète Tradem...
(traduit par Odile Serre)
De rayures couleur d'argent
Le vaste et lugubre caveau...
Ah ! ma chérie, ah ! « Les Corbeaux »
Du poète Demetresco...
(traduit par Aurel George Boeșteanu)

## Publications

### Volumes publiés de son vivant
- Plumb (Plomb), Bucarest, 1916
- Scîntei galbene [Étincelles jaunes], Bacău, 1926
- Bucăți de noapte [Bribes nocturnes], Bucarest, 1926
- Poezii [Poésies], Bucarest, 1929
- Cu voi... [Avec vous ], Bucarest, 1930
- Poezii, préface d'Adrian Maniu, Bucarest, 1934
- Comedii în fond [Comédies au fond], Bucarest, 1936
- Opere [Oeuvres], Bucarest, 1944
- Stanțe burgheze [Stances bourgeoises], Bucarest, 1946
- Poezii, Bucarest, 1956 (édition revue et augmentée de l'auteur lui-même, 1957)

### Volumes posthumes (sélection)
Dans l'ordre chronologique de parution : 
- (ro)Scrieri alese, préface de Ov. S. Crohmălniceanu, Bucarest, Editura pentru Literatură, 1961.
- (ro)Plumb. Versuri și proză, préface de Nicolae Manolescu, Bucarest, Editura pentru Literatură, 1965.
- (ro)Plumb/ Plomo, édition bilingue roumano-espagnole, Bucarest, Editura Minerva, 1974.
- (ro)Opere, préface, anthologie, notes, bibliographie de Mihail Petroveanu, consignes et variantes de texte de Cornelia Botez, Bucarest, Editura Minerva, 1978.
- (ro)Plumb/ Lead, édition bilingue roumain-anglais, Bucarest, Editura Minerva, 1980.
- (ro)Poezii, édition et appareil critique de Cornelia Botez, Bucarest, Editura Minerva, 1980.
- (ro)Proză, Bucarest, Editura Minerva, 1980.
- (ro)Plumb, Iași, Editura Junimea, 1982.
- (ro)Poezii. Proză, postface et bibliographie d'Ion Bogdan Lefter, Bucarest, Editura Minerva, 1983 (réédition en 1987).
- (ro)Versuri și proză, édition, tableau chronologique, notes, repères critiques et bibliographie d'Ion Nistor, préface de Mircea Anghelescu, Bucarest, Editura Albatros, 1985 (rééd. 1987, 1990).
- (ro)Versuri și proză, Bucarest, Editura Eminescu, 1987.
- (ro)Poemă în oglindă / Poème dans le miroir, édition bilingue, traduit du roumain en français par Emanoil Marcu ; préface de Nicolae Manolescu  Cluj, Editura Dacia, 1988.
- (ro)Poezii, Galați, Editura Porto-Franco, 1991.
- (ro)Opere, édition de Mihail Petroveanu et Cornelia Botez, Bucarest, Editura Fundației Culturale Române, 1994.
- (ro)Plumb, Timișoara, Editura Helicon, 1994 (réédition en 1996).
- (ro)Versuri, Bucarest, Editura Saeculum, 1996.
- (ro)Plumb, Iași, Institutul European, 1997.
- (ro)Plumb, poésies, proses, Bucarest, Editura Albatros, 1998.
- (ro)Plumb / Plomb, édition bilingue roumain-français (texte roumain et traduction française en regard), traduit du roumain par Odile Serre, Pitești, Editura Paralela 45, 1998 (réédition en 2004).
- George Bacovia (trad. Odile Serre), Plomb, Plumb, L'Âge d'homme, 1998 (SUDOC 004388429)
- (ro)Stanțe burgheze, avec 32 dessins originaux et inédits de l'auteur et plusieurs ébauches, Bacău, Look Design, 2000.
- (ro)Lacustră, édition de bibliophile publiée par Mircea Coloșenco, Bucarest, Muzeul Literaturii Române, 2001.
- (ro)Opere, édition publiée par Mircea Coloșenco, Bucarest, Editura Univers Enciclopedic, 2001.
- (ro)Plumb, Bucarest & Chișinău, Litera Internațional, 2001.
- (ro)Poezii, Bucarest, Editura Universal Dalsi, 2001.
- (ro)Plumb, édition, postface, tableau chronologique, appareil critique d'Elisabeta Lăsconi, Bucarest, Editura Gramar, 2001 (rééditions en 2004 et2007).
- (ro)Plumb de iarnă/ Lead of winter, édition bilingue roumain-anglais, Norcross (Géorgie), Criterion, 2002.
- (ro)Poeme alese/ Poemi scelti, édition bilingue roumain-italien, Bucarest Editura Fundației Culturale Române, 2002.
- (ro)Poezii / Versek, édition bilingue roumain-hongrois, Bucarest, Editura Gramar, 2003.
- (ro)Rar, poèmes lus à la radio, Bucarest, Casa Radio, 2005.
- (ro)Opere, Bucarest, Editura Semne, 2006.
- (ro)Plumb, Bucarest, Editura Humanitas, 2007.
- (ro)Plumb. Versuri. Piombo. Versi. Anthologie bilingue roumain-italien, sélection, traduction, biobibliographie et essai critique de Geo Vasile. Rome, Fermenti Editrice, 2008.
- Blei und andere Gedichte. Dionysos, Boppard, ins Deutsche: Christian W. Schenk, 2018,  (ISBN 978-1-9807-2919-8).